# Aglaophenia tubiformis
Aglaophenia tubiformis is een hydroïdpoliep uit de familie Aglaopheniidae. De poliep komt uit het geslacht Aglaophenia. Aglaophenia tubiformis werd in 1890 voor het eerst wetenschappelijk beschreven door Marktanner-Turneretscher. 